# Лопатна
Лопатна (рум. Lopatna) — село в Оргіївському районі Молдови. Входить до складу комуни, адміністративним центром якої є село Жора-де-Міжлок.

## Населення
За даними перепису населення 2004 року у селі проживали 502 особи.
Національний склад населення села:
| Національність | Кількість осіб | Відсоток |
| -------------- | -------------- | -------- |
| молдавани      | 498            | 99,2%    |
| українці       | 3              | 0,6%     |
| росіяни        | 1              | 0,2%     |
| Всього         | 502            | 100%     |